# Gbadolite
Gbadolite – miasto w Demokratycznej Republice Konga, stolica prowincji Ubangi Północne. W 2005 roku miasto było zamieszkiwane przez 51608 osób.
W 1967 roku Gbadolite było niewielką wioską. Prezydent Mobutu Sese Seko, pochodzący z tej okolicy, stworzył z Gbadolite luksusowe miasto często nazywane "Wersalem w dżungli". Kazał zbudować zaporę na rzece Ubangi w Mobayi-Mbongo i elektrownię wodną dla miasta, międzynarodowe lotnisko, które przyjmowało nawet Concorde'y, i trzy ogromne pałace.